# Meopar
Meopar je zvětšovací objektiv, který vyráběla firma Meopta. Objektiv má pět členů ve třech skupinách. Maximální světelnost je 1:4,5, minimální světelnost je 1:32. Vyráběl se ve dvou provedeních:
| Typové číslo | Název  | ohnisková vzdálenost | světelnost | počet členů | počet čoček | použití             | velikost negativu | upevňovací závit |
| ------------ | ------ | -------------------- | ---------- | ----------- | ----------- | ------------------- | ----------------- | ---------------- |
| 70319        | Meopar | 135 mm               | 1:4,5      | 3           | 5           | zvětšovací přístroj | 9 x 12 cm         | M 39 x 0,75 mm   |
|              |        | 180                  | 1:4,5      | 3           | 5           |                     |                   |                  |
|              |        | 210                  | 1:4,5      | 3           | 5           |                     |                   |                  |
| 70320        | Meopar | 50 mm                | 1:4,5      | 3           | 5           | zvětšovací přístroj | 24 x 36 mm        | M 23,5 x 0,5 mm  |